# Saint-Thibault (Côte-d’Or)
Saint-Thibault település Franciaországban, Côte-d’Or megyében. Lakosainak száma 155 fő (2022. január 1.). Saint-Thibault Velogny, Thorey-sous-Charny, Beurizot, Clamerey, Marcilly-et-Dracy, Normier és Vitteaux községekkel határos.

## Népesség
A település népessége az elmúlt években az alábbi módon változott:
| Lakosok száma | 181  | 144  | 142  | 141  | 162  | 161  | 164  | 161  | 159  | 155  |
|               | 1968 | 1982 | 1990 | 2006 | 2013 | 2015 | 2017 | 2019 | 2020 | 2022 |